# Sam Baird
Sam Baird (Uffculme, 17 giugno 1988) è un giocatore di snooker inglese.

## Carriera
Dopo un'infelice stagione d'esordio, la 2009-2010, Sam Baird riesce a qualificarsi per il Welsh Open 2012, superando quattro turni preliminari. All'esordio nel torneo vero e proprio, l'inglese perde solo 4-3 al frame decisivo contro il numero 1 del mondo Mark Selby. Nel 2013 Baird prende parte al Campionato mondiale sorprendendo molti degli addetti ai lavori, anche se tuttavia la sua esperienza al Crucible Theatre si interrompe subito alla fine del primo turno, dato che Stuart Bingham lo batte 10-2. Al Gdynia Open 2014 Baird arriva per la prima volta in carriera in semifinale, venendo sconfitto da Fergal O'Brien 4-1.

### Campionato mondiale 2016
Nel 2016 riesce a prendere parte per la seconda volta al Campionato del mondo. A sorpresa vince al primo turno contro Michael White per 10-7, incontrando Selby nel secondo; il match è incredibilmente equilibrato e Baird ottiene anche un vantaggio sul 5-4. L'avversario, dopo averlo staccato sul 9-6 prima e successivamente 11-7, è costretto a subire l'impensabile rimonta in cui Baird ferma la sua striscia di frames vinti consecutivamente a quattro, con la sfida in parità 11-11. Selby vince poi la partita 13-11, portando a casa anche il suo secondo titolo a fine competizione.

### Stagione 2018-2019
Dopo aver vinto il primo evento della Q School, l'inglese riconferma la sua presenza nel Main Tour per la stagione 2018-2019, nella quale conquista due quarti di finale (Scottish Open e Shoot-Out), raggiungendo anche un terzo turno al Paul Hunter Classic.

## Ranking[11]
| Stagione  | Ranking iniziale | Ranking finale |
| --------- | ---------------- | -------------- |
| 2009-2010 | Non classificato | 76             |
| 2011-2012 | Non classificato | 79             |
| 2012-2013 | Non classificato | 81             |
| 2013-2014 | 80               | 71             |
| 2014-2015 | Non classificato | 72             |
| 2015-2016 | 65               | 46             |
| 2016-2017 | 46               | 51             |
| 2017-2018 | 51               | 74             |
| 2018-2019 | Non classificato | 85             |
| 2019-2020 | 71               |                |